# رايموند إي. فولر
رايموند إي. فولر (بالإنجليزية: Raymond E. Fowler)‏ هو مؤلف أمريكي، ولد في 11 نوفمبر 1933 في سالم في الولايات المتحدة.